# (400019) 2006 OT14
(400019) 2006 OT14 es un asteroide perteneciente al cinturón de asteroides, descubierto el 25 de julio de 2006 por el equipo del Near Earth Asteroid Tracking desde el Observatorio del Monte Palomar, Estados Unidos.

## Designación y nombre
Designado provisionalmente como 2006 OT14.

## Características orbitales
2006 OT14 está situado a una distancia media del Sol de 2,577 ua, pudiendo alejarse hasta 3,239 ua y acercarse hasta 1,915 ua. Su excentricidad es 0,256 y la inclinación orbital 3,860 grados. Emplea 1511,68 días en completar una órbita alrededor del Sol.

## Características físicas
La magnitud absoluta de 2006 OT14 es 17,4.